# Joan Baptista Coye

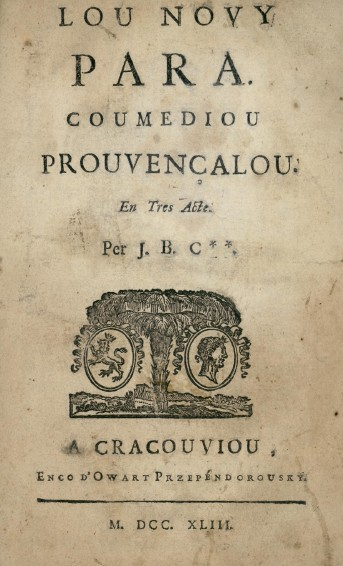

Joan Baptista Coye (en francés Jean-Baptiste Coye ; Mouriès, el 6 de junio de 1711-17 de febrero de 1771) fue un escritor provenzal de lengua occitana. Es el autor, entre otras obras, de una comedia titulada Lo nòvi parat (1743) que según el crítico occitano Robèrt Lafont recibió un gran éxito. Otra obra que a trascendido en la producción de Coye es el poema Le Délire. Coye es mencionado en la antología Lou Bouquet Prouvençaou de 1823 que agrupa a 4 autores provençales considerados como los más importantes del siglo XVIII por su editor Achard.

## Ediciones
- Oevres complète de J. B. Coye en vers provençaux. Arlés : Mesnier, 1829.
- Lou Bouquet Prouvençaou. Marsella : Achard, 1823.